# آشوت مندویانتس
آشوت آشوتی مندویانتس (ارمنی: Աշոտ Աշոտի Մնդոյանց؛  زادهٔ ۲۸ دسامبر ۱۹۰۹ - درگذشته ۲۹ سپتامبر ۱۹۶۶) معمار اهل ارمنستان بود.

## زندگی‌نامه
وی در ۱۰ ژانویه ۱۹۱۰ [سبک قدیمی: ۲۸ دسامبر] ۱۹۰۹ در باتومی به دنیا آمد و از آکادمی دولتی مهندسی عمران و معماری اودسا (۱۹۳۲) فارغ‌التحصیل گشت. همچنین برندهٔ جوایزی همچون نشان پرچم سرخ کار، نشان برجسته افتخار، مدال کار شجاعانه در جنگ بزرگ میهنی، مدال بزرگداشت ۸۰۰مین سالگرد مسکو، جایزه لنین (۱۹۶۲) و جایزه استالین شده است. وی در ۲۹ سپتامبر ۱۹۶۶ در سن ۵۶ سالگی در مسکو درگذشت و در گورستان نووودویچی به خاک سپرده شد.

## نگارخانه

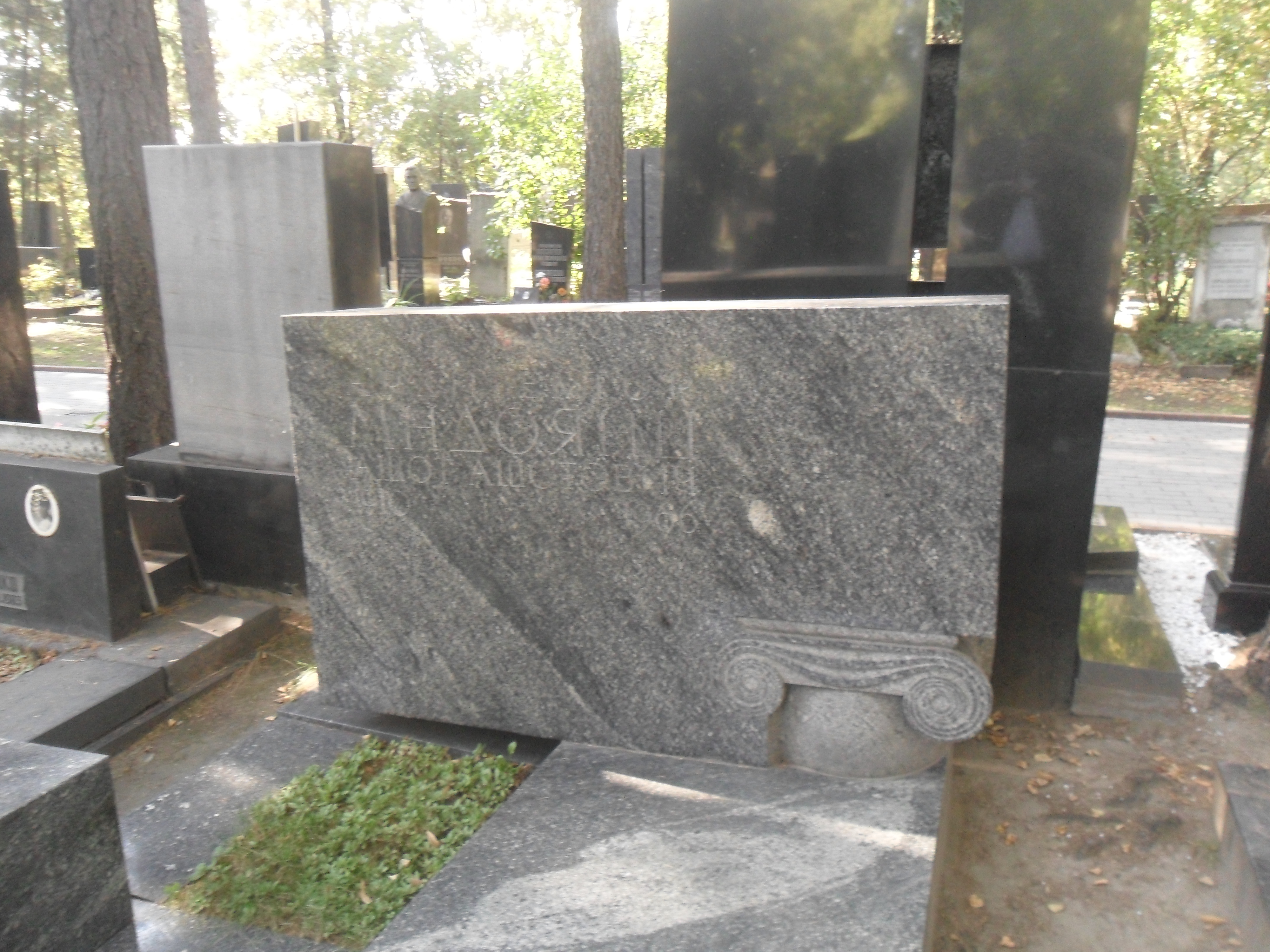
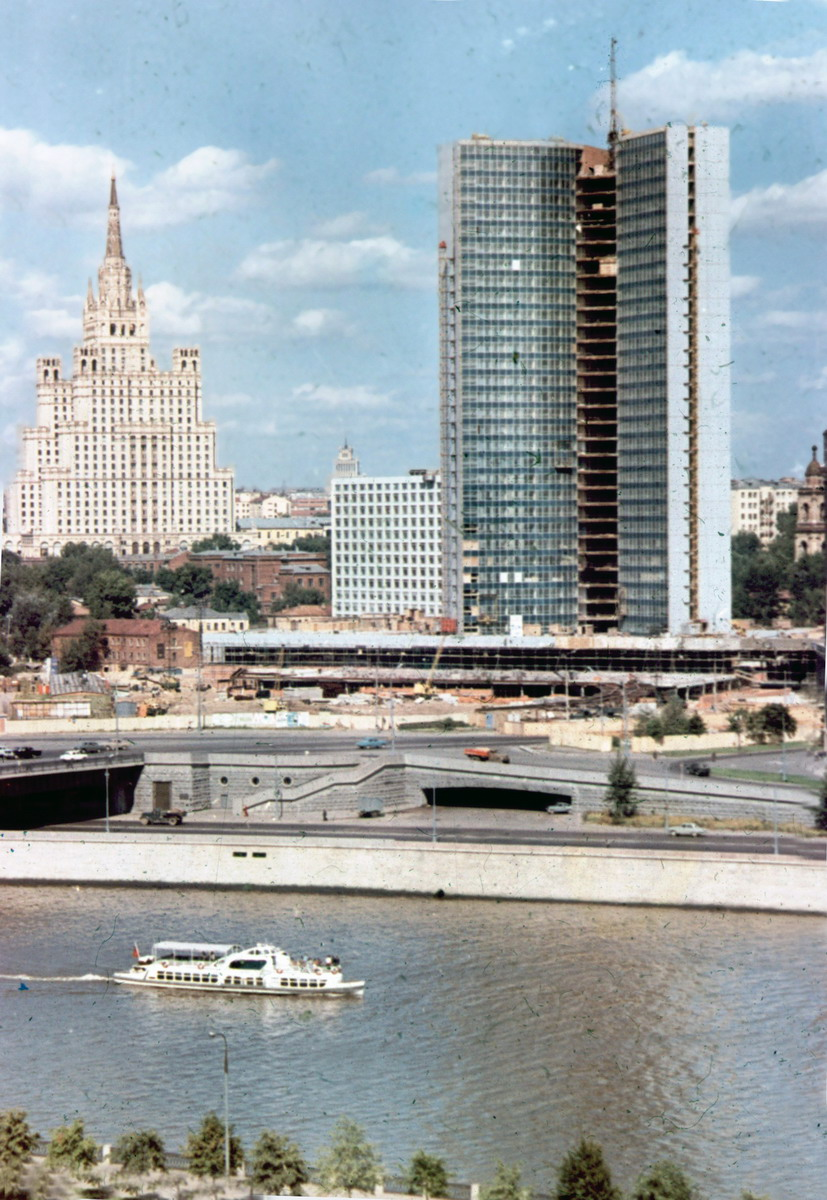